# 埃里克·杰克逊
埃里克·杰克逊（英語：Eric "EJ" Jackson，1964年3月3日—）是一位自由式皮划艇的世界冠军，也是一位皮划艇设计者，创建了Jackson Kayak。

## 经历
埃里克·杰克逊曾先后四次获得自由式皮划艇世界冠军（1993年、2001年、2005年和2007年）。从1989年起，他就一直是美国皮划艇队成员，包括自由式和激流回旋。1992年，他参加了巴塞罗那奥运会，在男子单人激流回旋项目中获得第13名。2003年10月，他创建了Jackson Kayak，设计生产皮划艇。他还出版发行了几本指南和光盘，内容包括白水皮划艇的翻滚、花式动作等。他的子女Emily和Dane也是皮划艇选手。

## 引用
1. ↑  .   [2010-10-30]. （原始内容存档于2010-11-03）.
2. ↑  .   [2010-10-30]. （原始内容存档于2011-05-20）.